# Jon Villanueva
Jon Villanueva Gómez (Baracaldo, Vizcaya, 6 de marzo de 1990) es un futbolista español que juega como portero en las filas del Salamanca UDS de Segunda Federación.

## Trayectoria
Se formó en las categorías inferiores del Athletic Club hasta que fue cedido al CD Santurtzi para la temporada 2009-10. En la campaña 2010-11 formó parte del Bilbao Athletic de Luis de la Fuente, donde tuvo pocas oportunidades a la sombra de Aitor Fernández y Urtzi Iturrioz. Tras abandonar el filial rojiblanco, se marchó al Real Valladolid Promesas en julio de 2011.Tras rescindir su contrato con el club blanquivioleta en agosto de 2012,continuó su carrera por diversos clubes de Segunda B como el histórico Real Unión, la SD Amorebieta, el Córdoba CF "B" o el Marbella FC.En verano de 2018 se enroló en el Zamora CF, donde pasó cuatro temporadas.
El 25 de julio de 2022 firmó por el CF Talavera de la Segunda Federación.En enero de 2023 se marchó al Salamanca UDS, donde logró el ascenso a Segunda Federación siendo el portero menos goleado.

## Clubes
| Club            | País   | Año       |
| --------------- | ------ | --------- |
| Bilbao Athletic | España | 2009      |
| CD Santurtzi    | España | 2009-2010 |
| Bilbao Athletic | España | 2010-2011 |
| R. Valladolid B | España | 2011-2012 |
| Real Unión      | España | 2012-2013 |
| SD Amorebieta   | España | 2013-2014 |
| Córdoba CF B    | España | 2014-2015 |
| Marbella FC     | España | 2015-2016 |
| SD Amorebieta   | España | 2016-2017 |
| Zamora CF       | España | 2018-2022 |
| CF Talavera     | España | 2022-2023 |